# Wróblowa
Wróblowa – wieś w Polsce położona w województwie podkarpackim, w powiecie jasielskim, w gminie Brzyska.
| SIMC    | Nazwa | Rodzaj    |
| ------- | ----- | --------- |
| 0346537 | Góry  | część wsi |

Wieś opactwa benedyktynów tynieckich w powiecie bieckim województwa krakowskiego w końcu XVI wieku. W latach 1975–1998 miejscowość administracyjnie należała do województwa krośnieńskiego.
We Wróblowej znajduje się Szkoła Podstawowa, przedszkole oraz kaplica dojazdowa pod wezwaniem św. Maksymiliana Kolbe należąca do parafii św. Marii Magdaleny w Brzyskach.